# 纳罗斯
纳罗斯（法語：Narrosse，法語發音：[naʁɔs]）是法国朗德省的一个市镇，位于该省西南部，达克斯市区以东，属于达克斯区。

## 地理
纳罗斯（43°41'34"N, 1°0'30"W）面积10.53 平方千米，位于法国新阿基坦大区朗德省，该省份为法国西南部沿海省份，是法國本土面积第二大的省，北起吉倫特省，西临大西洋，南至大西洋比利牛斯省，东临热尔省，东北与洛特-加龍省接壤。
与纳罗斯接壤的市镇（或旧市镇、城区）包括：康德雷斯、達克斯、圣庞德隆、索尼亚克和康布朗、伊佐斯。
纳罗斯的时区为UTC+01:00、UTC+02:00（夏令时）。

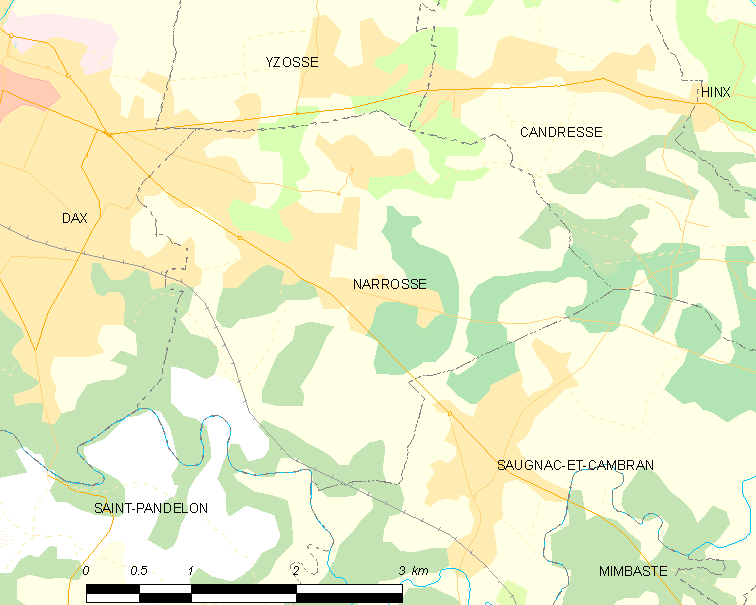
纳罗斯的OSM定位图

## 行政
纳罗斯的邮政编码为40180，INSEE市镇编码为40202。

## 政治
纳罗斯所属的省级选区为达克斯第二县。

## 交通
朗德省省道D106线、D322线、D386线、D391线和D947线经过境内。达克斯公交1路可开往境内。

## 人口

1962-2008年间纳罗斯人口变化图示

纳罗斯于2022年1月1日时的人口数量为3331人。